# Distretto di Chhindwara
Il distretto di Chhindwara è un distretto del Madhya Pradesh, in India, di 1 848 882 abitanti. È situato nella divisione di Jabalpur e il suo capoluogo è Chhindwara.